# Seznam kitajskih biatloncev
Seznam kitajskih biatloncev.

## C
- Fangming Čeng
- Juanmeng Ču

## K
- Jingčao Kong

## L
- Hongvang Lju
- Šjanjing Lju
- Jundžou Long

## M
- Fanqi Meng

## S
- Čaočing Song
- Ribo Sun
- Šjaoping Sun

## T
- Džialin Tang
- Džinle Tang

## W
- Čunli Vang
- Venčjang Vang
- Šuelan Vang

## Y
- Šingjuan Jan
- Čiao Jin
- Šumei Ju

## Z
- Čengje Žang
- Čing Žang
- Čunju Žang
- Jan Žang
- Ženju Žu